# Orde de Suvórov

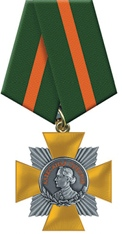
Versió de l'orde de la Federació Russa

L'Orde de Suvórov (rus: Орден Суворова; transliterat: Orden Suvórova) és una condecoració soviètica, en honor d'Aleksandr Suvórov, instituïda per la Presidència del Soviet Suprem de l'URSS, en plena II Guerra Mundial) del 29 de juliol de 1942. Posteriorment, els seus estatuts van ser completats pels Decrets de la Presidència del Soviet Suprem de 8 de febrer de 1943, 30 de setembre de 1942 i 19 de juny de 1943.

## Característiques
Era atorgada als Caps de l'Exèrcit Roig pels èxits destacats en la direcció de l'exèrcit, l'organització excel·lent de les operacions de combat, així com pel seu desenvolupament i resultats. La seva concessió és mitjançant Decret de la Presidència del Soviet Suprem de l'URSS, i consisteix en 3 classes, sent la 1a classe el grau superior:
- 1a classe – Atorgada a Comandants d'Exèrcit i als seus Estats Majors.
- 2a classe – Atorgada a Comandants de Cos, Divisió i Brigada i als seus Estats Majors.
- 3a classe – Atorgada a Comandants de Regiment, els seus Caps d'Estat Major i Comandants de Batalló y Companyia.

La 1a classe va ser atorgada 391 vegades, la 2a 2863 i la 3a, 4012.
Va ser el primer orde soviètic amb 3 graus. Va ser establerta simultàniament amb els ordes de Kutúzov (llavors amb 2 graus) i d'Alexandre Nevski, d'únic grau. L'orde tenia un marcat caràcter ofensiu, i era atorgada als caps dels cossos militars i als propis cossos. A vegades per una operació per la qual el cap de la unitat rebia l'Orde de Suvórov, el seu cap d'Estat Major podia rebre la de Kutuzov del mateix grau. Un exemple el trobem quan el comandant del front del Caucas, Coronel General I.E. Petrov va expulsar els alemanys de la península de Kuban a l'octubre de 1943, va rebre el rang de General d'Exèrcit i l'Orde de Suvórov de 1a classe; mentre que el seu cap d'Estat Major, Major General I.A. Laskin era promogut a Tinent General i va rebre l'Orde de Kutuzov de 1a classe.
La decisió de l'establiment de tots aquests ordes va ser fet especialment per estimular els comandants militars, perquè al juny de 1942 l'Exèrcit Roig reculava davant els alemanys cap al Don i el Volga, i la ciutat de Sebastòpol ja es trobava cercada i condemnada. L'establiment de tots aquests ordes tingué lloc un dia després de la famosa Orde del Comandant en Cap Orde num.227 del 28 de juliol de 1942, més coneguda com l'orde "Ni un pas enrere!". La instauració d'aquests ordes anava en contradicció amb la idea tradicional de l'URSS per la que qualsevol podia optar al mateix premi. Per això, es va pensar a fer variants dels ordes ja existents, com la "Bandera Roja amb Espases". Finalment es decidí donar els noms dels grans comandants militars de la història russa als nous ordes.
Se situa a la dreta del pit, davant de tota la resta d'ordes. La 2a Classe se situa després de l'Orde de Bogdan Khmelnitski de 1a Classe, i la de 3a Classe se situa després de l'Orde de Bogdan Khmelnitski de 2a Classe. Quan només es llueix el galó, la 1a Classe se situa després de l'Orde de la Bandera Roja.
Després de la dissolució de la Unió Soviètica, la Federació Russa la va assumir entre les seves distincions.

## Requeriments
La 1a Classe de l'Orde de Suvórov és atorgada als Comandants de Front i Exèrcit, els seus suplents, els caps d'estat major, els caps de les direccions i departaments operatius i els caps de les armes (artilleria, forces aèries, etc.) dels Fronts i Exèrcits per:
- L'organització i posada a terme perfecta de les operacions dels exèrcits, en què s'ha superat a l'enemic amb un nombre inferior de forces
- Les maniobres hàbilment realitzades contra forces enemigues superiors en nombre, la destrucció completa dels seus homes i la captura del seu armament i equipament
- La manifestació de la iniciativa i la decisió de realitzar l'atac principal, pel resultat d'aquest atac, per la qual l'enemic ha estat derrotat i el nostre exèrcit ha conservat el seu impuls durant la persecució
- L'habilitat en la realització de les operacions, com a resultat de les quals l'enemic ha estat privat de reagrupar-se i d'introduir reserves a la batalla

La 2a Classe de l'Orde de Suvórov és atorgada als Comandants de Cos, Divisió i Brigada, els seus suplents, i els caps d'estat major per:
- L'organització del combat del cos o la divisió enemiga amb forces inferiors, aconseguint la victòria com a resultat de l'atac sobtat i decidit basat en la interacció completa dels mitjans de foc, l'equipament i els homes
- El trencament de la zona de resistència de l'enemic, el desenvolupament de la ruptura i l'organització de la persecució constant i la subseqüent destrucció de l'enemic
- L'organització del combat davant del descobriment de forces enemigues superiors, sortint de la situació amb la conservació de les pròpies forces, el seu equipament i armament.
- Per la intrusió a la rereguarda de l'enemic, com a resultat de la qual l'enemic ha acusat el cop.

La 3a Classe de l'Orde de Suvórov és atorgada als Comandants de Regiment i Batalló, els seus suplents, i els caps d'estat major de regiment per:
- L'organització del combat i la iniciativa de l'elecció del moment de l'atac amb forces inferiors, aconseguint la victòria com a resultat de l'atac sobtat i decidit
- Per la persistència i la resistència davant l'ofensiva de forces enemigues superiors, amb la contraposició dels mitjans disponibles i passant a l'atac.

## Història
La primera concessió de la 1a Classe de l'Orde de Suvórov va ser el 28 de gener de 1943, i va ser atorgada a 23 Mariscals i Generals. L'Orde num.1 va ser atorgada al Mariscal Gueorgui Júkov, la num.2 al General d'Exèrcit Aleksandr Vassilevski, i la num. 3 va ser pel Cap Mariscal d'Artilleria Nikolai Vóronov. També la reberen el comandant del Front del Sud-oest General d'Exèrcit K.A. Meretskov, el Coronel General N.F. Vatutin, comandant del Front de Leningrad el Coronel General L.A. Govorov, comandant del Front de Voronej el Coronel General F.I. Golikov, el comandant de Stalingrad Coronel General A.I. Eremenko, el comandant del front del Don Coronel General Konstantín Rokossovski, el comandant del front del sud Tinent General Rodion Malinovski, i els Tinent Generals P.I. Batov, D.D. Leljuixenko, I.I. Maslennikov, K.S. Moskalenko, P.S. Ribalko; F.I. Tolbuhin, I.M. Chistjakov, V.I. Txuikov, i M.S. Xumilov. El Comandant Suprem de l'URSS, Stalin, va rebre l'Orde de Suvórov de 1a classe el 6 de novembre de 1943 (núm. 112).
Uns 20 membres de l'NKVD i del contraespionatge també la van rebre. Entre ells, el Mariscal Lavrenti Béria, el Coronel General Kobulova, primer suplent del Comissari del Poble per a Afers Interiors.

### Receptors

#### Receptors de l'Orde de Suvórov de 1a Classe en 3 ocasions
- Mariscal de la Unió Soviètica Gueorgui Júkov
- Mariscal de la Unió Soviètica Vassili Sokolovski
- Mariscal de la Unió Soviètica Vassili Txuikov

#### Receptors de l'Orde de Suvórov de 1a Classe en 2 ocasions
- Mariscal de la Unió Soviètica Ivan Kóniev
- Mariscal de la Unió Soviètica Kiril Moskalenko
- Mariscal de la Unió Soviètica Kiril Meretskov
- Mariscal de la Unió Soviètica Fiodor Tolbukhin
- Mariscal de la Unió Soviètica Rodion Malinovski

#### Estrangers
- Mariscal Bernard Law Montgomery
- Mariscal Harold Alexander
- Mariscal Alan Brooke
- Mariscal de la RAF Arthur Harris
- Almirall de la Flota John Tovey
- Almirall de la Flota Bruce Fraser
- General de l'Exèrcit Dwight David Eisenhower
- General de l'Exèrcit George Marshall
- General de l'Exèrcit Omar Bradley
- General Mark Wayne Clark
- Mariscal Marie-Pierre Kœnig
- Mariscal Jean de Lattre de Tassigny
- Mariscal Josip Broz Tito
- Coronel General Iovanovitx
- Tinent General I. Pankovitx
- Coronel General D.D. Veltxev
- Tinent General I.K. Marinov
- General V. Reixkanu
- General de Divisió E. Ionaixku
- Mariscal H. Txojbalsan
- Rei Norodom Suramarit
- Rei Norodom Sihanouk
- Emperador  Haile Selassie I d'Etiòpia

## Disseny
La insígnia de l'Orde de Suvórov de 1a classe representa una estrella de 5 puntes convexa en platí de 56mm. Les puntes de l'estrella estan cobertes per raigs que divergeixen. Sobre la punta superior de l'estrella hi ha una estrella de robí envoltada d'or. Al centre de l'estrella hi ha un medalló, envoltat per un anell daurat amb una franja central vermella, i a la part inferior hi ha una corona de fulles de roure. El medalló està cobert d'esmalt blau. Al centre apareix la imatge en relleu del General Suvórov (basant-se en el gravat de 1818, obra del pintor N.I. Utkina). A la part superior de medalló apareix la inscripció "АЛЕКСАНДР СУВОРОВ" ("Aleksandr Suvórov") en lletres d'or.
La insígnia de la 2a classe difereix en el fet que és una estrella d'or però sense l'estrella de robí a la punta. El medalló és igual que el de 1a Classe, però en plata, i les lletres són en esmalt vermell. La insígnia de la 3a classe és íntegrament en plata.
L'amplada de la 2a i de la 3a classe només és de 49mm.
Queda subjecta al pit mitjançant un cargol.
| Orde de Suvórov                                | Orde de Suvórov                               | Orde de Suvórov                                |
| 1a Classe                                      | 2ª Classe                                     | Tercera Classe                                 |
| ---------------------------------------------- | --------------------------------------------- | ---------------------------------------------- |
| Medalla de l'Orde de Suvórov de primera classe | Medalla de l'Orde de Suvórov de segona classe | Medalla de l'Orde de Suvórov de tercera classe |
| Galó                                           |                                               |                                                |
| Galó de l'Orde de Suvórov de primera classe    | Galó de l'Orde de Suvórov de segona classe    | Galó de l'Orde de Suvórov de tercera classe    |

La cinta de la condecoració és de seda verda, de 24mm d'ample, amb franges longitudinals en taronja: per a la 1a classe, una franja al mig de 5mm d'ample: per la 2a classe, dues de 3mm a les puntes; i per a la 3a classe, una franja al mig i als costats, cadascuna de 2mm.